# Џеват Ћорај
Џеват Ћорај (алб. Xhevat Qorraj; Црнобрег, код Дечана, 16. мај 1947) југословенски и албански је позоришни, филмски и телевизијски глумац.

## Биографија
Основну и средњу школу завршио је у Дечанима, а глумачку каријеру започео у Театру народности у Скопљу 1965. године. Академију за позориште, филм, радио и телевизију у Београду уписаће 1967. године, након студија постаје стални члан Атељеа 212. Убрзо 1972. прелази у Покрајинско народно позориште у Приштини, где остаје до пензије. Исте године дебитује на филму, тако да је наредних деценија одиграо и низ улога на филму, појавивши се у већини филмских пројеката снимљених на Косову и Метохији. Запажен је у филмовима Како умрети (1972), Девојачки мост (1976) и Опасни траг (1984) Миомира Стаменковића и филмовима Прока (1985) и Чувари магле (1988) Исе Ћосје. Играо је у телевизијским филмовима и серијама које је снимила ТВ Приштина.
За улогу у филму Како умрети, на Фестивалу глумачких остварења у Нишу добио је награду за младог глумца 1972. године. 
У Покрајинском народном позоришту огледао се и као редитељ.